# Brittiska mästerskapet 1905/1906
Brittiska mästerskapet 1905/1906 var den 23:e säsongen av Brittiska mästerskapet i fotboll. Titeln delades mellan England och Skottland.

## Tabell
| Nr | Lag       | S | V | O | F | GM | IM | MS | P |
| -- | --------- | - | - | - | - | -- | -- | -- | - |
| 1  | England   | 3 | 2 | 0 | 1 | 7  | 2  | +5 | 4 |
| 1  | Skottland | 3 | 2 | 0 | 1 | 3  | 3  | 0  | 4 |
| 3  | Wales     | 3 | 1 | 1 | 1 | 6  | 5  | +1 | 3 |
| 4  | Irland    | 3 | 0 | 1 | 2 | 4  | 10 | −6 | 1 |

## Matcher
|  | 17 februari 1906 | Irland | 0 – 5 | England                                              | Solitude |         |
|  |                  |        |       | ×2 Dicky Bond Arthur Brown Stanley Harris Samuel Day | Belfast  | Belfast |
|  |                  |        |       |                                                      | Belfast  | Belfast |
|  |                  |        |       |                                                      | Belfast  | Belfast |

|  | 3 mars 1906 | Skottland | 0 – 2   | Wales                             | Tynecastle Park                                       |                                                       |
|  |             |           | (0 – 0) | 50′ Lot Jones 65′ John Love Jones | Edinburgh Publik: 25 000 Domare: John Lewis (England) | Edinburgh Publik: 25 000 Domare: John Lewis (England) |
|  |             |           |         |                                   | Edinburgh Publik: 25 000 Domare: John Lewis (England) | Edinburgh Publik: 25 000 Domare: John Lewis (England) |
|  |             |           |         |                                   | Edinburgh Publik: 25 000 Domare: John Lewis (England) | Edinburgh Publik: 25 000 Domare: John Lewis (England) |

|  | 17 mars 1906 | Irland | 0 – 1   | Skottland          | Dalymount Park                                       |                                                      |
|  |              |        | (0 – 0) | 52′ Thomas Fitchie | Dublin Publik: 8 000 Domare: Frederick Bye (England) | Dublin Publik: 8 000 Domare: Frederick Bye (England) |
|  |              |        |         |                    | Dublin Publik: 8 000 Domare: Frederick Bye (England) | Dublin Publik: 8 000 Domare: Frederick Bye (England) |
|  |              |        |         |                    | Dublin Publik: 8 000 Domare: Frederick Bye (England) | Dublin Publik: 8 000 Domare: Frederick Bye (England) |

|  | 19 mars 1906 | Wales | 0 – 1 | England    | Cardiff Arms Park |         |
|  |              |       |       | Samuel Day | Cardiff           | Cardiff |
|  |              |       |       |            | Cardiff           | Cardiff |
|  |              |       |       |            | Cardiff           | Cardiff |

|  | 2 april 1906 | Wales                             | 4 – 4 | Irland                           | Racecourse Ground |         |
|  |              | William Green ×3 Hugh Morgan-Owen |       | ×2 Jimmy Maxwell ×2 Harold Sloan | Wrexham           | Wrexham |
|  |              |                                   |       |                                  | Wrexham           | Wrexham |
|  |              |                                   |       |                                  | Wrexham           | Wrexham |

|  | 7 april 1906 | Skottland            | 2 – 1   | England             | Hampden Park                                              |                                                           |
|  |              | James Howie 40′, 55′ | (1 – 0) | 81′ Albert Shepherd | Glasgow Publik: 102 741 Domare: William Nunnerley (Wales) | Glasgow Publik: 102 741 Domare: William Nunnerley (Wales) |
|  |              |                      |         |                     | Glasgow Publik: 102 741 Domare: William Nunnerley (Wales) | Glasgow Publik: 102 741 Domare: William Nunnerley (Wales) |
|  |              |                      |         |                     | Glasgow Publik: 102 741 Domare: William Nunnerley (Wales) | Glasgow Publik: 102 741 Domare: William Nunnerley (Wales) |